# Sergej Pes'jakov
Sergej Aleksandrovič Pes'jakov (in russo Сергей Александрович Песьяков?; traslitterazione anglosassone: Sergei Aleksandrovich Pesyakov; Ivanovo, 16 dicembre 1988) è un calciatore russo, portiere del Kryl'ja Sovetov Samara.

## Carriera
Ha giocato con varie squadre nella prima divisione russa.

## Palmarès

### Club

#### Competizioni nazionali
- Campionato russo: 1

Spartak Mosca: 2016-2017